# 瀬戸内町立秋徳中学校
瀬戸内町立秋徳中学校（せとうちちょうりつ あきとくちゅうがっこう）は、鹿児島県大島郡瀬戸内町大字秋徳にあった町立中学校。2025年3月31日廃校。

## 所在地
- 鹿児島県大島郡瀬戸内町大字秋徳245

## 卒業後の進路
- 町内の古仁屋高校や奄美大島の高校の他にも鹿児島の高校に進学している。